# Proctacanthus camposi
Proctacanthus camposi är en tvåvingeart som beskrevs av Charles Howard Curran 1934. Proctacanthus camposi ingår i släktet Proctacanthus och familjen rovflugor.
Artens utbredningsområde är Ecuador. Inga underarter finns listade i Catalogue of Life.